# Народен представител (България)
Народен представител е човек, избиран от гласоподавателите в България да ги представлява в Народното събрание на България. Той отстоява позициите на определена група хора. Най-често тази група хора се нарича политическа партия. Народните представители имат право на законодателна инициатива – да инициират приемането на нов закон или на нанасянето на поправки по стар закон в Народното събрание. В България до 1990 г. във всички народни събрания през социализма от I до IX НС има 400 народни представители, а от 1991 г. насам има 240 народни представители в Народното събрание на България и 400 във Великото народно събрание на България.
В другите страни (и на други езици) се използват термини като: депутат, сенатор, конгресмен, член на парламента. Различните термини в една и съща страна отразяват принадлежност към долната или горната камара (палата) на парламента.
Избирането на народни представители е практика в демократичните страни.